# 신촌교통
신촌교통(新村交通)은 경기도 고양시 덕양구 덕은동에 연고를 두고 있는 서울특별시 면허의 시내버스 업체이다. 사업자 등록지는 서울특별시 서대문구 남가좌동으로 되어 있다. 계열사로는 경기도 고양시 일산동구 설문동에 위치한 마을버스 업체인 신일산교통과 신일산운수가 있으며, 7727번 노선의 영업소로 이용되고 있다. 운행 노선들은 고양시 덕양구 덕은동 종점과 일산동구 설문동 영업소를 기점으로 운행한다.

## 신촌교통 연혁
2004년 서울시내버스 체계개편 이전
- 1961년 2월 10일：회사 설립
- 1970년 6월 12일：신림동 영업소를 성진상운(현 관악교통)으로 분리 독립시켰다.
- 1976년：본사 및 차고지를 모래내에서 현 위치로 이전하였다.
- 1988년 10월：안남운수(현 군포교통)로부터 도시형버스 99번(현 지선버스 5624번) 종점이 종로2가에서 구로공단역으로 단축으로 인한 잉여차량을 인수받았다.

2004년 서울시내버스 체계개편 이후
- 2004년 7월 1일：서울시내버스 체계개편과 함께 간선버스 2개/지선버스 3개의 노선으로 운행하기 시작하였다.
- 2007년 8월 1일：유성운수와 공동배차 운행하던 간선버스 750번이 운행회사간 노선관리문제로 A,B로 분리운행하면서 본 회사 소속은 기점이 은평공영차고지에서 덕은동 본사로 연장되면서 간선버스 750A번으로, 유성운수 소속은 노선변동없이 간선버스 750B번으로 각각 변경되었다. 동시에 은평공영차고지내에 수색영업소를 철수하였다.
- 2011년 8월 25일：간선버스 730번 종점이 잠실역에서 삼성역으로 단축되었고, 동시에 노선번호도 740번으로 변경되었다.
- 2016년 7월 2일：맞춤버스 8777번 난지한강공원~월드컵경기장 구간 신설운행

## 운행 노선
2023년 5월 13일 기준이다.
| 운행노선 | 운행구간            | 운행구간 | 운행구간     | 배차간격 (분) | 인가 대수 | 비고                                                 |
| -------- | ------------------- | -------- | ------------ | ------------- | --------- | ---------------------------------------------------- |
| 740번    | 고양시덕은동        | ↔        | 삼성역       | 6~12          | 31        | 구 772번 좌석 변경, 구 730번 단축                    |
| 750A번   | 고양시덕은동        | ↔        | 서울대학교   | 5~14          | 17        | 구 142번. 유성운수의 750B번과 공동배차로 운행한다.   |
| 7711번   | 고양시덕은동        | ↔        | 홍대입구역   | 8~10          | 10        | 구 824번                                             |
| 7726번   | 고양덕은지구,항공대 | ↔        | 모래내삼거리 | 22~25         | 6         | 구 141-2번. 구 7725번, 7726번 통합.                  |
| 7727번   | 일산(설문동)        | ↔        | 신촌         | 9~13          | 22        | 구 903-1번                                           |
| 8762번   | 디지털미디어시티역  | ↔        | 가양역       | 14~17         | 2         | 출퇴근시간대만 운행. 유성운수와 공동배차로 운행한다. |

## 이전 보유 노선

### 지선버스
- ● 7725번: 덕은동 ↔ 모래내시장 (구 141번)《2007년 11월 지선버스 7726번에 통폐합. 2009년 12월 폐선된 제일여객 7725번(송추 ↔ 구파발)과는 무관.》

### 간선버스
- ● 730번: 덕은동 ↔ 국방대학교 ↔ 수색역 ↔ 디지털미디어시티역 ↔ 가좌역 ↔ 동교동삼거리 ↔ 지하 신촌역 ↔ 서강대역 ↔ 서강대학교 ↔ 대흥역 ↔ 공덕역 ↔ 효창공원앞역 ↔ 삼각지역 ↔ 녹사평역 ↔ 반포대교 ↔ 고속터미널역 ↔ 서초역 ↔ 교대역 ↔ 강남역 ↔ 역삼역 ↔ 선릉역 ↔ 삼성역 ↔ 종합운동장역 ↔ 신천역 ↔ 잠실역 (구 772번 좌석 변경)《2011년 8월 25일 종점을 잠실역에서 삼성역으로 단축과 함께 노선 번호를 740번으로 변경.》

### 맞춤버스
- ● 8663번: 가양역 → 여의도역 (평일 출근 편도 노선, 2015년 2월 26일 ~ 2016년 10월 28일)
- ● 8761번: 신촌 로터리 ↔ 국회의사당역 (평일 출퇴근 운행 노선, 2017년 6월 26일 ~ 2023년 1월 27일)
- ● 8777번: 난지캠핑장 ↔ 월드컵경기장남측 (2016년 7월 2일 신설, 주말 운행 노선, 2023년 10월 28일 운행 철수)

## 보유 차량
- 현대 그린시티
- 뉴 슈퍼 에어로시티
- 저상 뉴 슈퍼 에어로시티
- 현대 일렉시티

## 갤러리

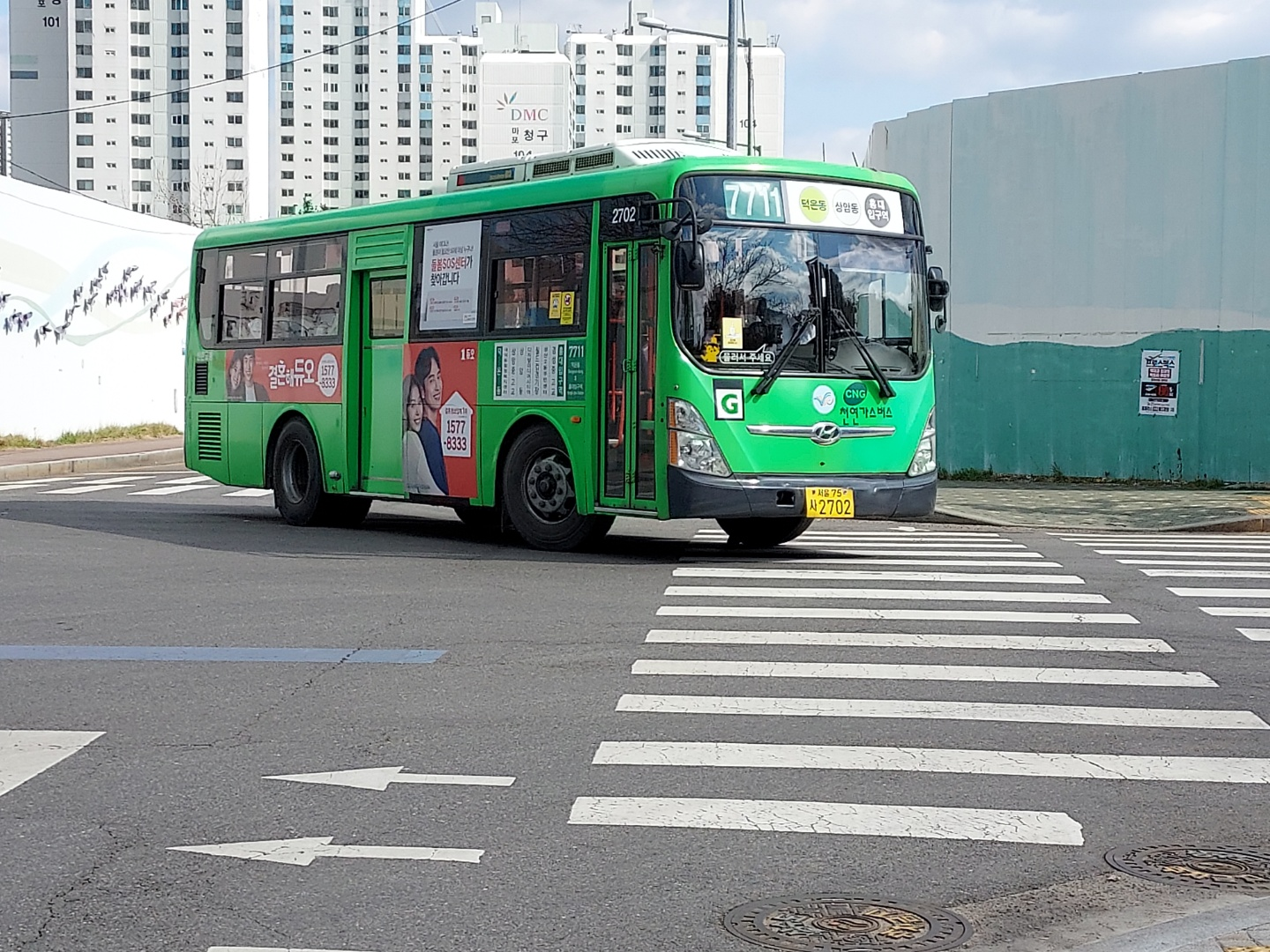
서울시내버스 7711번
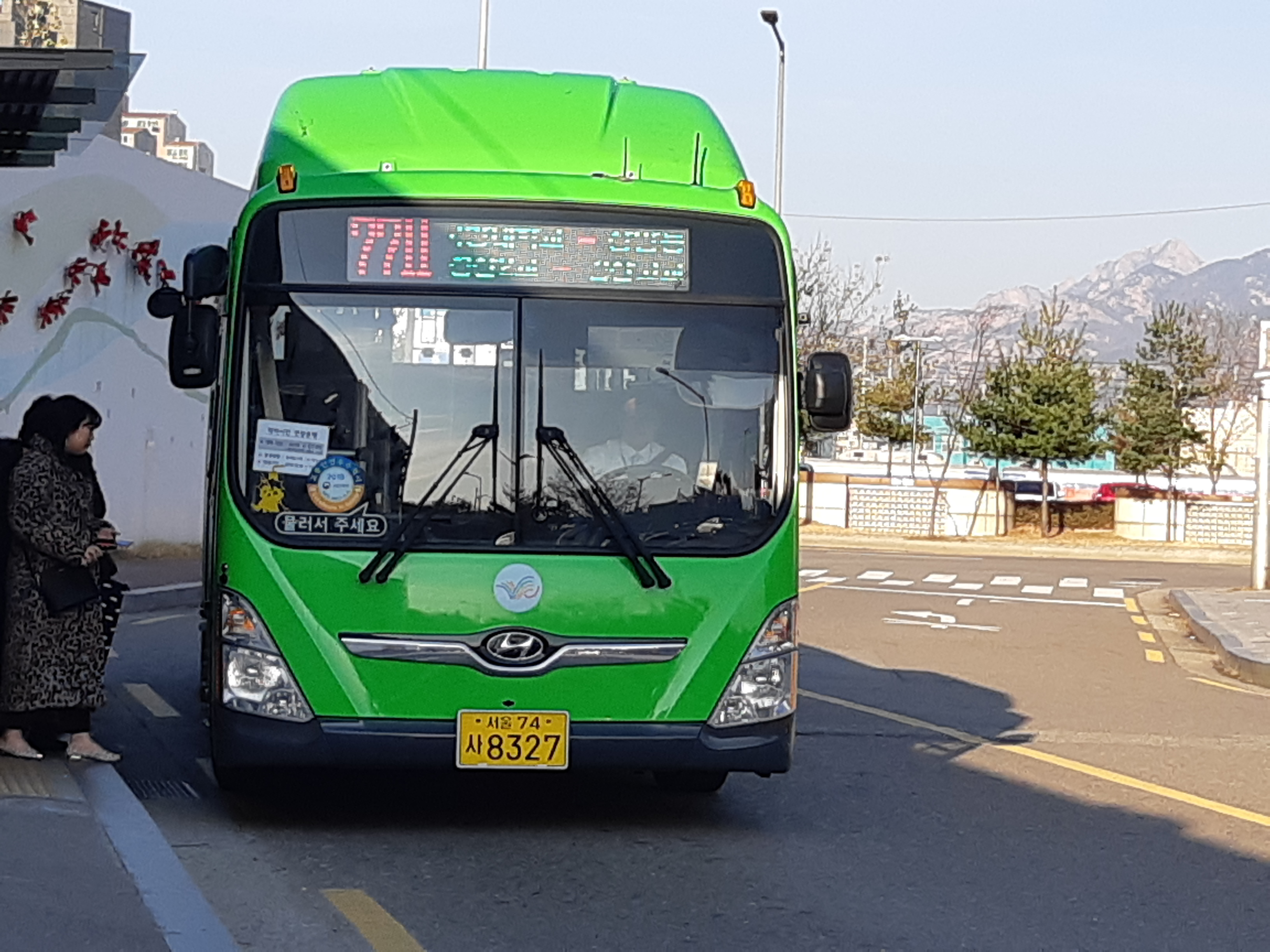
서울시내버스 7711번